# Józef Aleksiewicz
Józef Juliusz Aleksiewicz (ur. 20 grudnia 1884 w Samborze, zm. 26 listopada 1957) – doktor medycyny, kapitan lekarz cesarskiej i królewskiej armii oraz major lekarz Wojska Polskiego i Armii Krajowej.

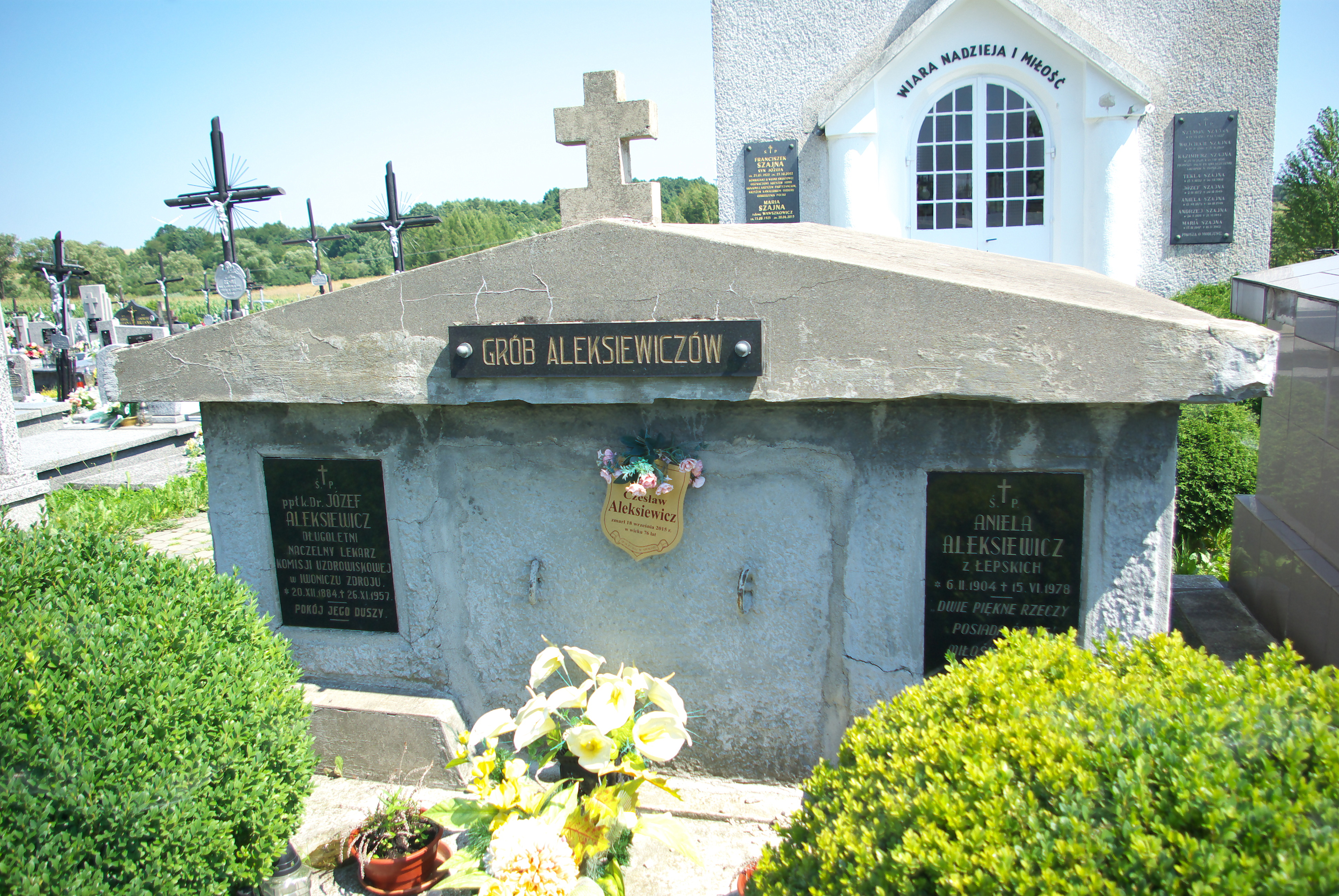
Grobowiec Józefa i Anieli Aleksiewicz

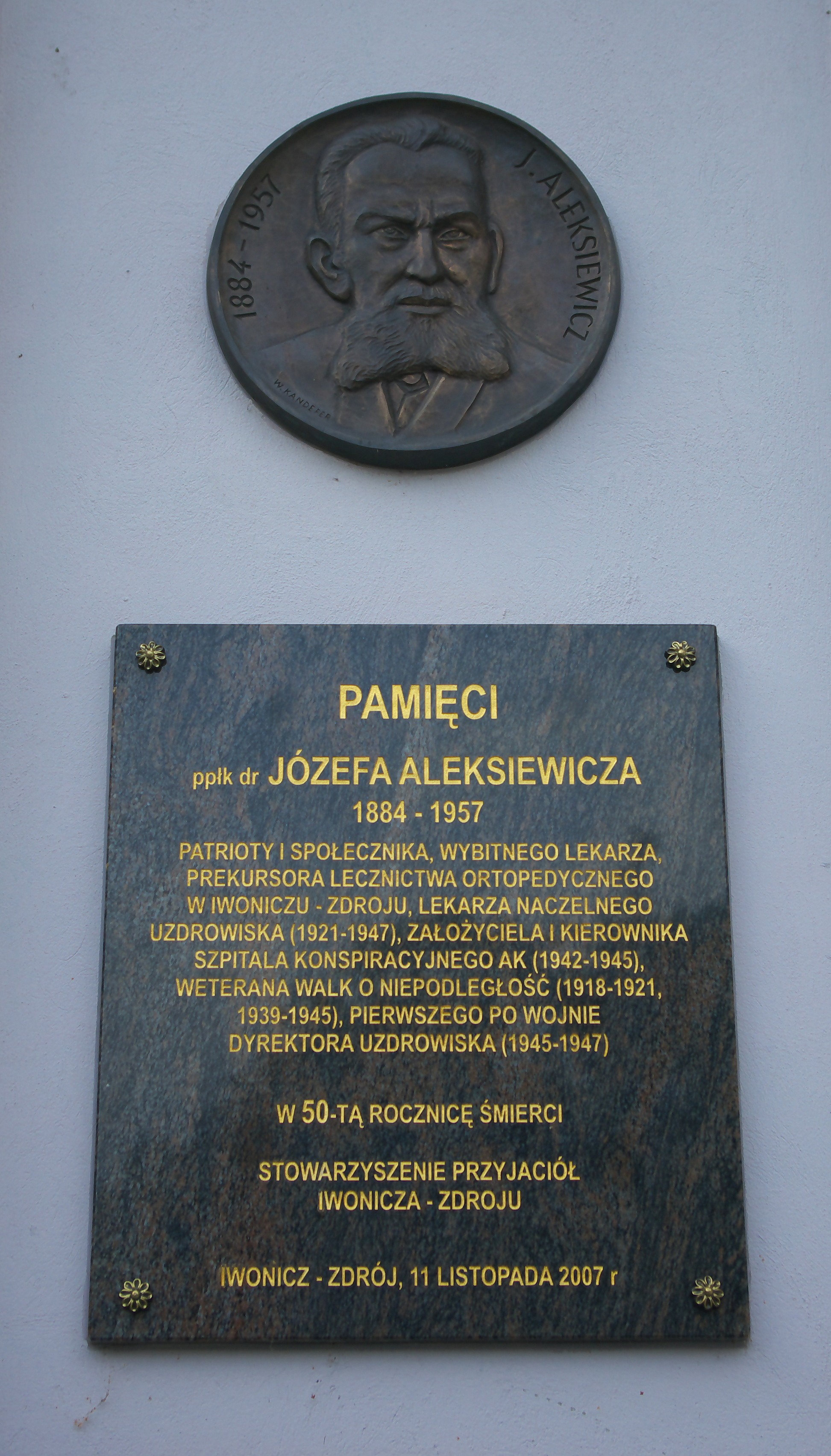
Upamiętnienie Józefa Aleksiewicza na budynku Stare Łazienki w Iwoniczu-Zdroju

## Życiorys
Syn Józefa i Julii z Małków. W 1905 ukończył gimnazjum im. Sobieskiego w Krakowie, w 1912 Uniwersytet Jana Kazimierza we Lwowie. W czasie I wojny światowej (1914–1918) służył w wojsku austriackim. Po odzyskaniu przez Polskę niepodległości został przyjęty do Wojska Polskiego i awansowany do stopnia majora lekarza rezerwy. Jako prymariusz oddziału chirurgicznego we Lwowie pracował podczas obrony Lwowa w trakcie trwającej wojny polsko-ukraińskiej. W 1923, 1924 jako oficer rezerwowy był przydzielony do 6 batalionu sanitarnego we Lwowie.
Od 1925 dyrektor Sanatorium „Sanato” i równocześnie naczelny lekarz zdrojowy Zakładu Zdrojowo-Kąpielowego Emmy i Józefa Załuskich w Iwoniczu. W latach 30. był redaktorem odpowiedzialnym i wydawcą dwutygodnika „Iwoniczanka”.
Był organizatorem i dowódcą Iwonickiej Drużyny Strzeleckiej, którą poprowadził do kilku potyczek z Niemcami we wrześniu 1939 r. Był lekarzem Naczelnej Komisji Zdrojowej, szefem sanitarnym w Sztabie Inspektoratu Powiatu Krośnieńskiego AK OP-15, lekarzem zakładowym i dyrektorem uzdrowiska Iwonicz-Zdrój oraz przewodniczącym Samorządu Rzeczypospolitej Iwonickiej. Po wojnie uwięziony na zamku w Rzeszowie, za braki w materiałach opatrunkowych i w lekarstwach wydawanych w utajnieniu dla rannych akowców (m.in. w bitwie pod Kuryłówką).
Został pochowany w grobowcu rodzinnym na starym cmentarzu w Iwoniczu.
Jego żoną była Aniela z Łepskich (1904–1978).
W 2011 r. został patronem Zespołu Szkół Gastronomiczno-Hotelarskich w Iwoniczu-Zdroju.

## Ordery i odznaczenia
- Krzyż Walecznych[1]
- Złoty Krzyż Zasługi (za udział w wojnie w 1914)
- Medal Niepodległości (4 listopada 1933)[11][12]
- Medal Pamiątkowy za Wojnę 1918–1921[1]
- Medal Dziesięciolecia Odzyskanej Niepodległości[1]
- Krzyż Armii Krajowej
- Odznaka Honorowa „Orlęta”
- Medal za Odwagę (za uratowanie w Iwoniczu życia rannych żołnierzom radzieckim i opiekę nad nimi)[13]